# Theotinus melanonephra
Theotinus melanonephra là một loài bướm đêm trong họ Noctuidae.